# 熱帶性低氣壓WP172024
熱帶性低氣壓WP172024是自颱風凱米後，再次影響台灣天氣的熱帶氣旋，聯合颱風警報中心在風暴影響台灣期間將其升格為熱帶風暴，並在事後推翻是次氣旋評級判斷。該系統在2024年9月20日於呂宋島北方海面形成，之後向西北移動並稍為增強。此系統在存續期間為臺灣、福建、廣東帶來劇烈降雨，南臺灣和北臺灣在此系統、低壓帶及鋒面的複雜環境影響下出現積、淹水，並使福建平潭在22日的單日降雨量打破自1951年來單日降雨量最多紀錄。此系統存續期間並無造成傷亡，但因降雨造成的積、淹水導致部分車輛與建築受損。

## 氣象歷史
本段強度分級以世界氣象組織分級敘述。依臺灣中央氣象署的標準，「颱風」即強度被評級為輕度颱風以上的熱帶氣旋。
此系統生成於呂宋島北方海面，美國海軍研究實驗室給予擾動編號90W。日本氣象廳隨後在9月20日上午8時將其升格為熱帶性低氣壓並發布一般警告，交通部中央氣象署隨後在當日下午2時亦將其升格為熱帶性低氣壓並給予編號「TD19」。前交通部中央氣象局氣象預報中心主任吳德榮對此表示該系統發展為颱風的機率不高，但可能會影響到台灣的天氣。聯合颱風警報中心隨後在下午2時半將此系統形成熱帶氣旋的機會評為「高」，同時發布熱帶氣旋形成警報。
21日上午，聯合颱風警報中心將此系統升格為熱帶性低氣壓，並給予熱帶氣旋編號17W，此時系統已逐漸往台灣靠近。前交通部中央氣象局局長鄭明典指出，此系統有兩個旋轉中心，雖然強度不高，但受到地形影響仍會有強對流產生。
交通部中央氣象署隨後在22日清晨對其發布熱帶性低氣壓特報，預報員官欣平指出，此系統的移動路徑會隨著整個大低壓帶環流逆時針移動，並逐漸減弱併入至低壓帶中，而整體風速是受到北邊東北風、南邊低壓帶邊緣強風加總，近中心最大風速並沒有整體風速強勁。台灣整合防災工程技術顧問公司總監賈新興則指出此系統沒有增強為颱風的空間，路徑沒有通過台灣，但風雨影響卻不會輸給颱風。
聯合颱風警報中心在此系統影響台灣期間一度將其升格為熱帶風暴，但最終在事後的分析中，認定其巔峰並未達到熱帶風暴的標準，內部分析更指出此系統「性質不明」。日本氣象廳則在此系統影響台灣期間，認定其已併入鋒面，僅發布區域性烈風警告。當該系統已移至台灣海峽時，中國國家氣象中心才於22日上午10時將該系統升為熱帶低氣壓，並於當日晚間8時稱系統强度减弱而停止编号。
中央氣象署氣象預報中心副主任黃椿喜在Facebook上就此次降雨進行事後分析，認為此次在熱帶性低氣壓、低壓帶及鋒面的複雜環境影響下，是屬於不常見而且顯然是非常難預報的特殊雨型，並以現行電腦數值預報模式針對台灣北部降雨掌握度及機制的問題進行分析，指出雷達估計觀測雨量主要集中在北海岸及迎風面的新北山區，屬於「鋒面+迎風面舉升降雨」的型態；但以電腦數值預報觀測雨量則是集中在大台北南側山區往盆地內延伸的強降雨分布，屬於「弱鋒面+熱力舉升降雨」型態。

## 防災及影響

### 臺灣
- 當地評定巔峰強度分級：（CWA）
- 當地評定最大持續風速：15每秒（29節；54每小時）（十分鐘）
- 當地評定中心最低氣壓：1,000百帕斯卡（29.53英寸汞柱）
- 當地發布之警特報：熱帶性低氣壓特報

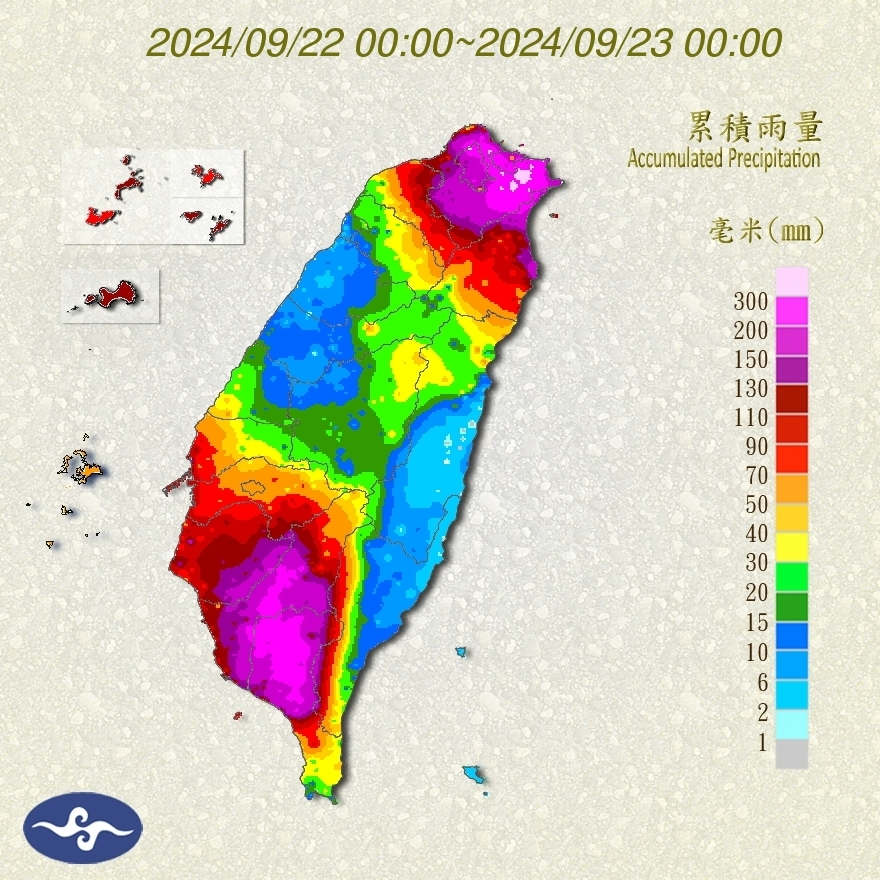
熱帶性低氣壓於2024年9月22日通過台灣鄰近海域之累積雨量。

交通部中央氣象署除了發布熱帶性低氣壓特報外，亦針對此系統造成雨勢影響區域發布豪雨、大雨特報，隨後在系統併入低壓帶及鋒面期間，先後對高雄市、屏東縣、基隆市、新北市發布大豪雨特報。經濟部水利署在此系統影響前便預先開設二級緊急應變小組，並於翌日表示鯉魚潭水庫、湖山水庫、白河水庫、德元埤水庫、曾文水庫、南化水庫、鏡面水庫、虎頭埤水庫、鹽水埤水庫、阿公店水庫、牡丹水庫等共11個水庫在低氣壓影響期間進行水庫放流，是次系統降雨所達成的水庫蓄水量僅石岡壩水庫達百分之28.2，遠落後於其他水庫。員山子分洪道則在此系統影響期間進行分洪，截至23日上午7時40分，共將1498萬噸洪水透過隧道分流至東海。
台北市、新北市、台南市及高雄市在此系統影響期間分別各自開設三級應變中心，以即時處置可能發生的災情。台鐵公司在22日下午分別表示平溪線因地基掏空停駛、深澳線因編組安排停駛，並在23日中午恢復行駛，台鐵公司在搶修期間提供公路接駁。屏東東港、鹽埔碼頭往返小琉球船公司在熱帶性低氣壓影響期間亦因海象不佳而停駛。
位在苗栗縣三義和苑裡交界的火炎山登山步道即因大雨不斷沖刷導致地基流失而崩塌。林邊溪上游與瓦魯斯溪、來社溪匯流處河水暴漲，連帶嚴重影響二峰圳水質，來義鄉公所為遊客安全考量暫停開放。新北市立黃金博物館因雨勢過大造成入口前方的階梯變成瀑布，館方在此系統影響期間暫停售票、疏導人潮，而瑞芳草山雷達站附近道路則在22日下午坍方，造成3輛車、5名民眾一度受困在山區，警察及消防員獲報後協助受困民眾徒步下山至九份消防分隊休息。西門町周遭的福星國小前的兩台轎車則遭路樹倒塌砸中。基隆市在此系統影響期間發生多處積、淹水與水溝倒灌的情形，西定市場地下停車場最深淹到逾1公尺，消防局、區公所連忙送來3台抽水機協助排水，數小時之後才把積水抽光。高雄市六龜山區則因雨勢過大造成土石流，警察及消防員緊急將7名居民撤離。新北市汐止區的崇德好室社會住宅及經濟部標準檢驗局電氣檢驗科技大樓受到此系統影響湧入大批雨水，導致抽水管破裂進而因積水過高使圍牆倒塌，使一旁的機車倒地泡水造成車損。

### 中國大陆
- 當地評定巔峰強度分級：（CMA）
- 當地評定最大持續風速：16每秒（31節；58每小時）（二分鐘）
- 當地評定中心最低氣壓：1,002百帕斯卡（29.59英寸汞柱）
- 当地發布之最高台风预警信号： 颱風藍色預警信號

粵東局部地區在此系統影響期間發布颱風藍色預警信號，國家氣象中心指出在此系統影響期間使冷空氣抵達粵北，並在此系統與冷空氣共同影响下，粤北、珠三角北部、粤东北、粤北等地出现明显降温，亦造成广东东部市县风雨明显，部分市县需要发布暴雨红色预警信号。福建省气象台隨後在22日9时30分发布“台风预警Ⅳ级”部署防范应对工作。福州市人民政府防汛抗旱指挥部隨即表示響應“台风预警Ⅳ级”防范应对工作，並在當日晚間9時半稱難以确定此系統环流中心，解除“台风预警Ⅳ级”防范应对工作，继续发布“暴雨预警Ⅲ级”密切关注强降雨影响。連江黃岐至馬祖、馬尾至馬祖兩條「小三通」客運航線在此系統影響期間均停航。
雖然此系統在22日晚間8時停止編號，但強降雨仍持續，平潭、福清等地雨势十分猛烈，其中在平潭於22日的单日降雨量达382毫米，打破自1951年来单日降雨量最多纪录，也由於持續強降雨，福州港马尾琅岐客运站表示小三通客運航線於23日仍停駛，平潭综合实验区景区运营管理有限公司表示，经过紧急现场勘查与安全评估，仙人井景区、坛南湾景区、68海里景区、将军山景区自23日12时起暂时闭园，长江澳景区厕所、冲脚处、游客中心等区域亦自23日12时起暂停使用。

## 爭議
基隆市民主進步黨市議員鄭文婷質疑基隆市市長謝國樑在此系統影響首日當晚在內湖住所睡覺，謝國樑則稱其沒有「內湖住所」並將適時提出告訴，而基隆市政府發言人呂謦煒則公布監視器畫面指謝國樑的座車進入和駛離住處的時間為22日晚間9時7分及23日上午9時5分，期間並未離開基隆住處，並隨時關注災情、指揮應變救災。而謝國樑在23日中午與中國國民黨主席朱立倫同台基隆市婦女會活動稱其「特別請假一小時去剪頭髮，晚點才要去勘災」，並在26日接受媒體訪問後才得知西定市場等處嚴重淹水，臨時更改當日行程，遭諷政治判斷力嚴重不足。

## 熱帶氣旋警告使用紀錄

### 臺灣
| 交通部中央氣象局 天氣特報 | 交通部中央氣象局 天氣特報 | 交通部中央氣象局 天氣特報 |
| ------------------------- | ------------------------- | ------------------------- |
| 上一熱帶氣旋              | 熱帶性低氣壓特報          | 下一熱帶氣旋              |
| 熱帶性低氣壓WP252022      | 熱帶性低氣壓特報          | 強烈颱風山陀兒            |

### 中國大陸
| 国家气象中心 颱風預警信號 | 国家气象中心 颱風預警信號 | 国家气象中心 颱風預警信號 |
| ------------------------- | ------------------------- | ------------------------- |
| 上一熱帶氣旋              | 颱風藍色預警信號          | 下一熱帶氣旋              |
| 热带风暴普拉桑            | 颱風藍色預警信號          | 超強颱風山陀兒            |